# Pařidla

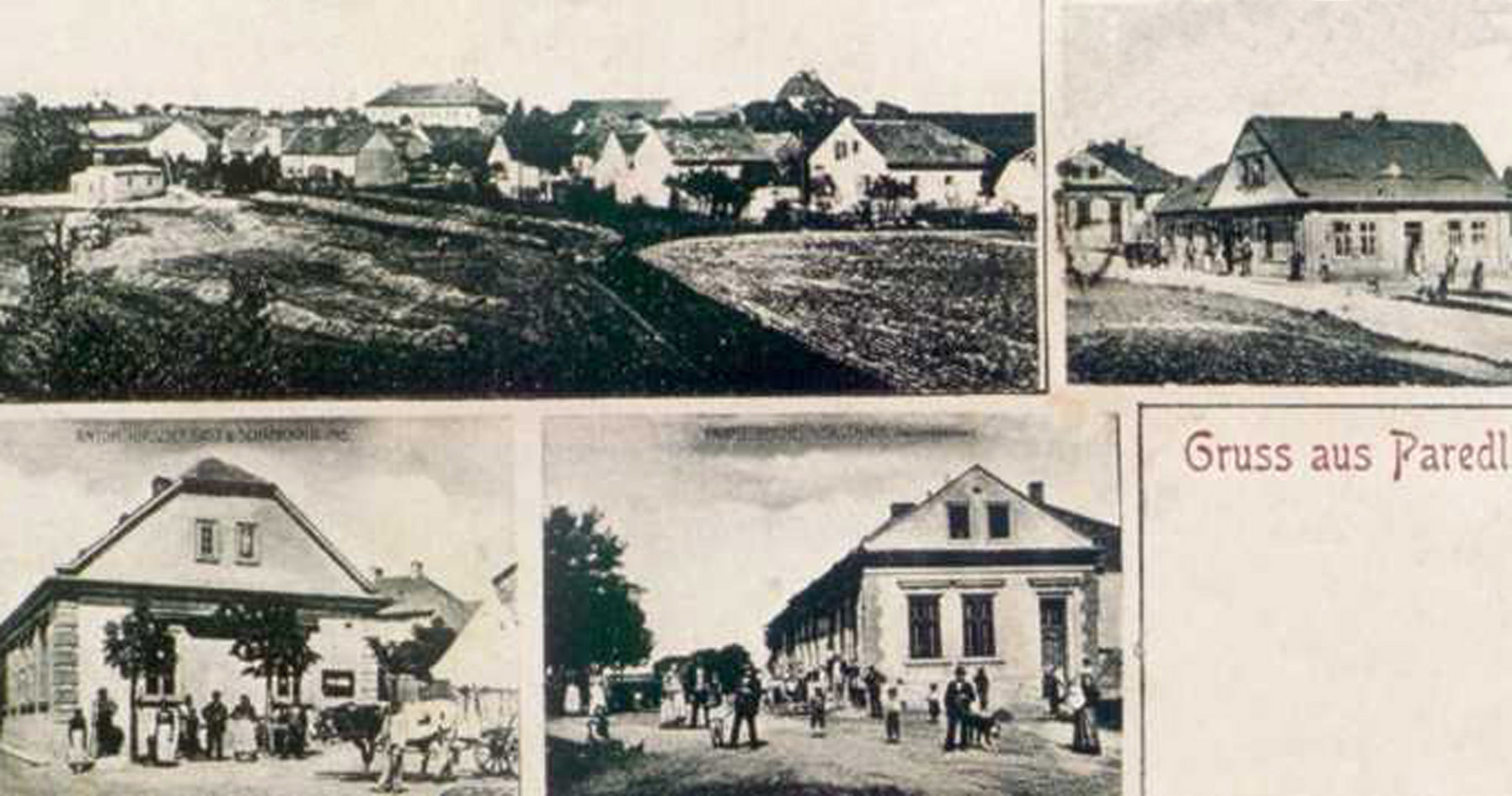
Ehemaliges Dorf Pařidla (Paredel) bei Most (Brüx) in Tschechien

Pařidla  (deutsch Paredl, auch Paridl, Parzidla, Pareydl) war ein Dorf etwa zwei Kilometer nördlich der Stadt Brüx (heute Most) in Tschechien. Aufgrund fortschreitenden Kohleabbaus wurde das Dorf 1967 bis 1969 liquidiert.

## Geschichte
1341 wurde Paridl erstmals in Urkunden des Johann von Luxemburg erwähnt. In diesem Vertrag wird die Zugehörigkeit zum Kloster Ossegg bestätigt. Die weitere Geschichte des Dorfes ist nicht bekannt, vermutlich wurde sie aber auch als Lehen vergeben, denn 1615 wird als Eigentümerin eine gewisse Dorota Husanová aufgeführt. Mitte des 17. Jahrhunderts gehörte das Dorf als eigenständiger Hof zum Eigentum des Klosters Zahražany. 1659 wurde der Hof selbständig. 1667 vermachte ihn Martin Meiner der Kirche der Hl. Anna in Brüx. 1785 kam Paridl in den kirchlichen Fond und wurde nach der Bodenreform 1848 schließlich selbständig.
Mitte des 17. Jahrhunderts gab es nur zwei Häuser mit zwölf Einwohnern. 1846 lebten 188 Menschen im Ort, deren Anzahl bis 1921 auf 488 anstieg. Paredl war ein Ortsteil von Kopitz.
Das Schloss aus dem 17. Jahrhundert und die Festung wurden ebenfalls abgerissen.